# Victor Hensen

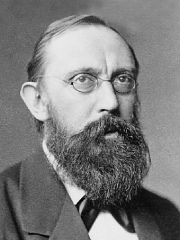
Victor Hensen

Christian Andreas Victor Hensen (* 10. Februar 1835 in Schleswig; † 5. April 1924 in Kiel) war ein deutscher Physiologe und Meeresbiologe. Er war Professor für Physiologie in Kiel und Mitglied des Preußischen Landtags. Hensen führte den Begriff Plankton in die Meeresbiologie ein und wies das Glykogen in Muskelfasern nach.

## Leben
Victor Hensen war Sohn von Hans Hensen, Direktor der Taubstummenanstalt in Schleswig, und dessen zweiter Ehefrau Henriette Hensen (1804–1862), Tochter des Arztes Carl Ferdinand Suadicani. Hensen studierte an der Julius-Maximilians-Universität Würzburg, der Friedrich-Wilhelms-Universität zu Berlin und der Christian-Albrechts-Universität zu Kiel Medizin. Zu seinen Lehrern zählen Albert von Kölliker, Rudolf Virchow und Johannes Müller. 1859 wurde er in Kiel zum Dr. med. promoviert.

### Physiologie
Danach lehrte er zunächst als Prosektor und von 1864 bis 1911 als ordentlicher Professor für Physiologie an der Christian-Albrechts-Universität in Kiel. 1877/78, 1887/88 und 1888/89 war er Rektor der CAU.
Seine Forschungsschwerpunkte waren die Anatomie und Physiologie der Sinnesorgane. Die Hensenzellen im Corti-Organ des Innenohrs sind nach ihm benannt. Er wurde auch bekannt als Erfinder einer Methode zur Darstellung von chemisch reinem Glykogen aus Tiergewebe (er und Otto Friedrich Nasse wiesen 1869 das Glykogen in der Muskelfaser nach).

### Meeresbiologie

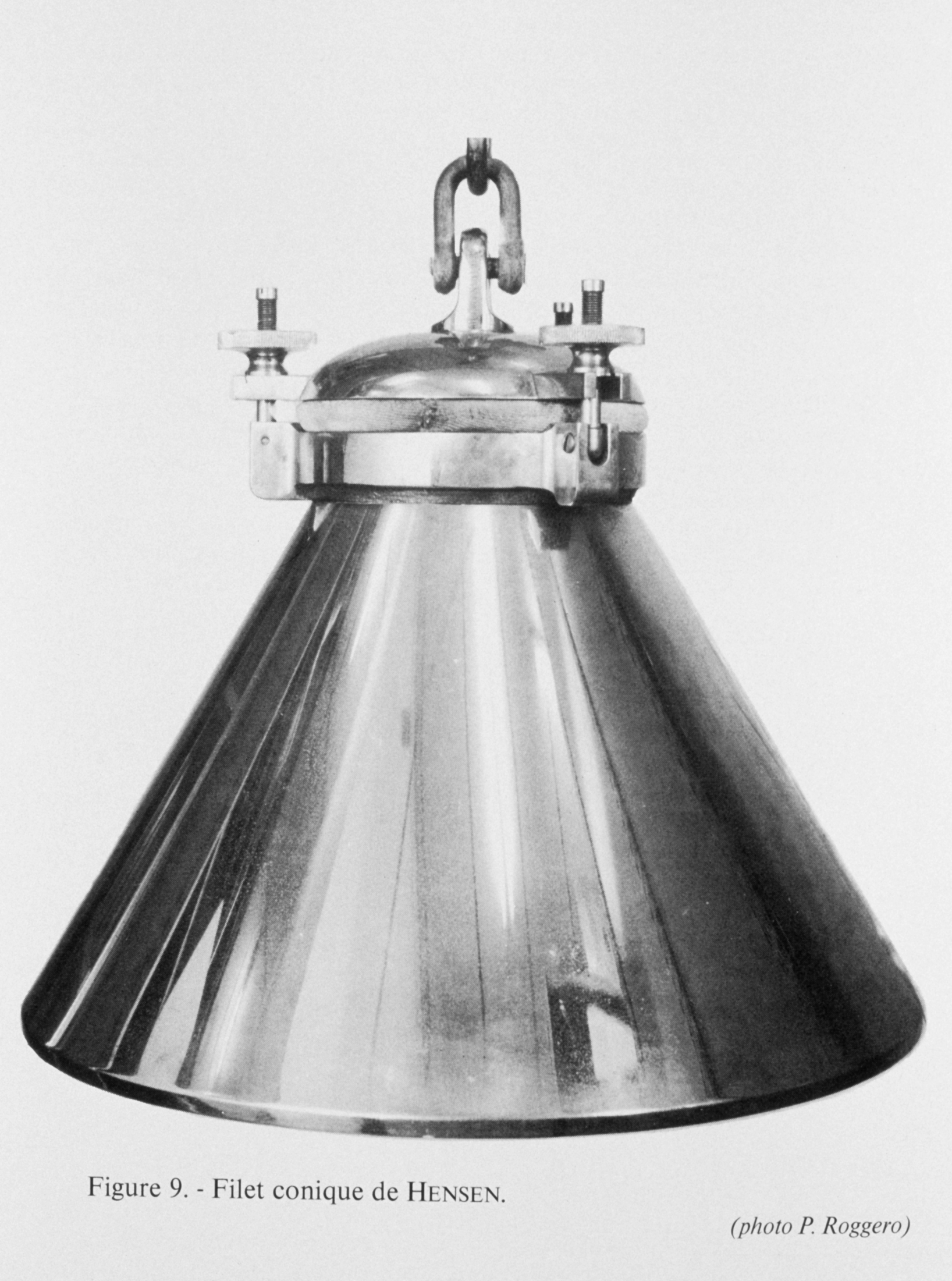
Ein Korbnetz, eine der Erfindungen Hensens, um Plankton zu sammeln

In seinen späteren Jahren galt sein Hauptinteresse der Meeresbiologie. Er leitete mehrere Forschungsexpeditionen im Atlantik, darunter 1889 die Plankton-Expedition der Humboldt-Stiftung. Dabei bereicherte er die Planktonforschung und die Fischereiforschung um quantitative statistische Methoden. In der Fischereiforschung entwickelte er ein Netz für Fischeier, erkannte die Möglichkeit, das Alter von Fischen an ihren Otolithen zu erkennen, und entwickelte so quantitative Methoden zur Charakterisierung der Fischbestände. In seinem Netz für Fischeier fand er auch weitere Kleinstlebewesen, für die er 1887 den Begriff Plankton prägte. Mit speziell von ihm entwickelten feinmaschigen Seidennetzen filterte er das Plankton aus einer 200 Meter hohen Wassersäule von 0,1 Quadratmeter Fläche. Durch die Entnahme von Stichproben an vielen Stellen des Ozeans konnte Hensen das Gesamtaufkommen an Plankton in der obersten 200 m dicken Wasserschicht abschätzen. Er gilt deshalb als „Vater der quantitativen Plankton-Ökologie“. Hensens neuartige Herangehensweise und seine daraus abgeleiteten Schlüsse wurden in Fachkreisen kontrovers diskutiert. Als prominenter Kritiker trat Ernst Haeckel in Erscheinung.

### Politik
Er war Mitglied im Preußischen Landtag und erreichte 1870 die Einsetzung einer Commission zur wissenschaftlichen Untersuchung der deutschen Meere, die ab 1871 in der Nord- und Ostsee das Forschungsschiff Pommerania einsetzte. Von 1896 bis an sein Lebensende war Hensen Vorsitzender der Preußischen Commission zur wissenschaftlichen Erforschung der deutschen Meere.

### Bodenforschung
„Nebenbei“ studierte Hensen im Garten seines Kieler Instituts die Biologie der Regenwürmer. Bereits 1871 hielt er in Rostock zu diesem Thema einen Vortrag während der Versammlung der Gesellschaft Deutscher Naturforscher und Ärzte „Über die Beziehungen des Regenwurms zur Urbarmachung des Bodens“. Darin berichtete er u. a., dass die Regenwürmer den Boden bis weit über einen Meter Tiefe durchbohren und ihre Röhren den Pflanzenwurzeln als Leitbahnen dienen können. Mit seinen Veröffentlichungen über die Nützlichkeit der Regenwürmer erwarb er sich in Kreisen des Landbaus hohe Anerkennung; auch Charles Darwin zitierte Hensen in seiner letzten Publikation Die Bildung der Ackererde durch die Tätigkeit der Würmer mehrfach. Hensen motivierte zudem den Agrarwissenschaftler Ewald Wollny, der Regenwürmer zunächst für Schädlinge hielt und Hensens Ansichten widerlegen wollte, zu seinen grundlegenden Experimenten über die „Regenwurm-Frage“, in denen er bestätigte, dass Regenwürmer erhebliche Ertragsverbesserungen bei diversen Kulturpflanzen bewirken können.

## Ehe und Kinder
Victor Hensen war seit 1870 mit Andrea Seestern-Pauly (1845–1927), der Tochter von Ludwig Seestern-Pauly (1804–1894), Justizrat in Kiel, und Friederika von Stemann, verheiratet. Mit seiner Frau hatte er die Kinder Hans (1871–1901), Amalie (1872–1920), Victor (1874–1880) und Caroline (1881–1962).

## Ehrungen
- Wahl in die Deutsche Akademie der Naturforscher Leopoldina (1873)[10]
- Korrespondierendes Mitglied der Bayerischen Akademie der Wissenschaften (1885)
- Mitglied der Gesellschaft der Wissenschaften zu Göttingen (1892)
- Mitglied der Königlich Preußischen Akademie der Wissenschaften (1898)
- Ehrenmitglied der Finnischen Wissenschaftlichen Gesellschaft
- Ehrendoktor
  - Christian-Albrechts-Universität zu Kiel (1909)
  - Universität Hamburg (1922)
- Roter Adlerorden
  - 1878: 4. Klasse
  - 1894: 3. Klasse
  - 1898: 2. Klasse
  - 1911: mit Stern
- Königlicher Kronen-Orden (Preußen)
  - 1896: 2. Klasse
  - 1909: 2. Klasse mit Stern[9]
- Schiffstaufe des Forschungsschiffs Victor Hensen (1975)

## Schriften (Auswahl)
- Zur Morphologie der Schnecke des Menschen und der Säugetiere. In: Zeitschrift für wissenschaftliche Zoologie. Band 13, 1863, S. 481–512 (PDF; 4,36 MB).
- Ueber die Befischung der deutschen Küsten. Wiegandt, Hempel und Parey, Berlin 1874.
- Die Plankton-Expedition und Haeckels Darwinismus. Ueber einige Aufgaben und Ziele der beschreibenden Naturwissenschaften. Lipsius und Tischer, Kiel 1891.
- als Hrsg.: Ergebnisse der Plankton-Expedition der Humboldt-Stiftung. 5 Bände (52 Lieferungen). Lipsius und Tischer, Kiel/ Leipzig 1892–1912.